# Tontor-Zlatko Baev
Tontor-Zlatko Baev est un joueur gréco-bulgare de volley-ball né le 31 mai 1977 à Nova Zagora (oblast de Sliven). Il mesure 2,00 m et joue attaquant de pointe. Il totalise 162 sélections en équipe de Grèce.

## Clubs
| Club                      | Pays     | De        | À         |
| ------------------------- | -------- | --------- | --------- |
| Lokomotiv Nova Zagora     | Bulgarie | 1989-1990 | 1990-1991 |
| Sportschule Plovdiv       | Bulgarie | 1991-1992 | 1992-1993 |
| Ethnikos Alexandroupoulis | Grèce    | 1993-1994 | 1996-1997 |
| Orestiada                 | Grèce    | 1997-1998 | 2000-2001 |
| Iraklis Salonique         | Grèce    | 2001-2002 | 2004-2005 |
| Panathinaikos Athènes     | Grèce    | 2005-2006 | …         |

## Palmarès
- Championnat de Grèce (3)
  - Vainqueur : 2002, 2005, 2006

- Coupe de Grèce (4)
  - Vainqueur : 2002, 2004, 2005, 2007
- Supercoupe de Grèce (2)
  - Vainqueur : 2005, 2006